# Dance-punk
Dance-punk (também conhecido como disco-punk) é um gênero musical que surgiu no final da década de 1970, e está intimamente associado aos movimentos pós-punk e new wave.

## História

### Precursores
Muitos grupos na era pós-punk adotaram um estilo mais rítmico, propício para a dança. Essas bandas foram influenciadas pelo funk, disco, synth e outros estilos de dance music na época, além de serem antecipadas por alguns dos anos 1970 do trabalho de Sparks, Iggy Pop. Grupos de influência da década de 1980 incluíram Talking Heads, Public Image Ltd., New Order, Gang of Four, the Higsons, the Pop Group, Maximum Joy, the Brainiacs, Big Boys, Minutemen, Gary Allen, e Red Hot Chili Peppers. A dance-punk de Nova York incluiu  Defunkt, Material,[8] James Chance and the Contortions,[1] Cristina Monet, Bush Tetras, ESG, and Liquid Liquid. A cantora punk  alemã Nina Hagen teve um hit dance undeground em 1983 com "New York / N.Y.", que misturou seus de punk (e ópera) com batidas de disco.